# Кулиш, Сергей Владимирович
Сергей Владимирович Кулиш (укр. Сергій Володимирович Куліш; род. 17 апреля 1993, Черкассы) — украинский спортсмен (пулевая стрельба), двукратный серебряный призёр Олимпийских игр (2016, 2024) в стрельбе из пневматической винтовки, Заслуженный мастер спорта Украины. Многократный чемпион Украины (2010—2019).

## Выступления на Олимпиадах
| Олимпиада   | Дисциплина                         | Место |
| ----------- | ---------------------------------- | ----- |
| Лондон 2012 | Винтовка с трех позиций, 50 метров | 14    |
| Лондон 2012 | Пневматическая винтовка, 50 метров | 49    |
| Лондон 2012 | Пневматическая винтовка, 10 метров | 18    |
| Рио 2016    | Пневматическая винтовка, 10 метров | 2     |
| Рио 2016    | винтовка лежа, 50 м                | 32    |
| Рио 2016    | винтовка, 50 м, три положения      | 14    |
| Токио 2020  | Винтовка с трех позиций, 50 метров | 8     |
| Токио 2020  | Пневматическая винтовка, 10 метров | 29    |
| Париж 2024  | Винтовка с трех позиций, 50 метров | 2     |
| Париж 2024  | Пневматическая винтовка, 10 метров | 27    |

## Награды
- Орден «За заслуги» II степени (23 августа 2024) — за достижение высоких спортивных результатов на ХХХІІІ летних Олимпийских играх в городе Париже (Французская Республика), проявленные самоотверженность и волю к победе, утверждение международного авторитета Украины[1]
- Орден «За заслуги» III степени (4 октября 2016) — за достижение высоких спортивных результатов на ХХХІ летних Олимпийских играх в Бразилии, проявленные самоотверженность и волю к победе[2]